# フリオーソ (2004年生)
フリオーソは日本の船橋競馬場に所属した元競走馬である。2006年の全日本2歳優駿、2007年のジャパンダートダービー、2008年・2010年の帝王賞、2011年の川崎記念、かしわ記念を制した。2007年NARグランプリサラブレッド3歳最優秀馬、2008年・2009年・2010年・2011年NARグランプリ4歳以上最優秀馬、2007年・2008年・2010年・2011年NARグランプリ年度代表馬。
馬名の由来は、「熱狂的に（音楽用語）」。

## 戦績

### 2006年
2006年7月に石崎隆之を背にデビュー。初戦を危なげなく勝ち、続くオープン特別のナドアルシバ競馬場カップでは5馬身差をつけて快勝する。続いては初の重賞挑戦となった南関東G3の平和賞。1番人気に推されるが、ハナ差で敗れ初めて土がつく。そして地方競馬2歳戦の総決算である全日本2歳優駿に出走する。5番人気に甘んじていたが、テン乗りとなった内田博幸を背に後続に2馬身差をつけて勝利。NARグランプリサラブレッド2歳最優秀馬にも選出された。

### 2007年
調教師の川島正行は全日本2歳優駿のレース後に「中央の芝に挑戦してみたい」と語っており、その言葉通り3歳初戦には初めての中央遠征となる共同通信杯が選ばれた。このレースでは無敗で重賞連勝中のフサイチホウオーと、こちらも無敗でディープインパクトの異父弟であるニュービギニングとの激突が注目される中4番人気に推される。しかし最後の直線では初めての芝コースが影響したのか伸びきれず、7着に敗れてしまう。続いて皐月賞トライアル競走のスプリングステークスに出走するが、11頭立ての11着と大敗する。ここで中央の芝レースへの挑戦を諦め、南関東のクラシック路線を歩むことになった。
南関東三冠競走の初戦・羽田盃では、1番人気に推される。しかし勝ったトップサバトンにアタマ、クビ差だけわずかに及ばず3着に敗れた。続く東京ダービーでも再度1番人気の支持を得たが勝ったアンパサンドにクビ差及ばず、2着に終わった。続くジャパンダートダービーではアンパサンドに雪辱を果たし優勝、レースレコードで快勝した。8月11日に発表されたJPNサラブレッドランキングの2007年度上半期において111ポンドの評価を得た。
その後、JBCクラシックに出走。初の古馬との対戦ながら、2着に粘った。しかし続く第8回ジャパンカップダートでは、10着に敗れた。その後、東京大賞典に出走するがJBCクラシックに続いてヴァーミリアンに今度は4馬身差をつけられ2着だった。

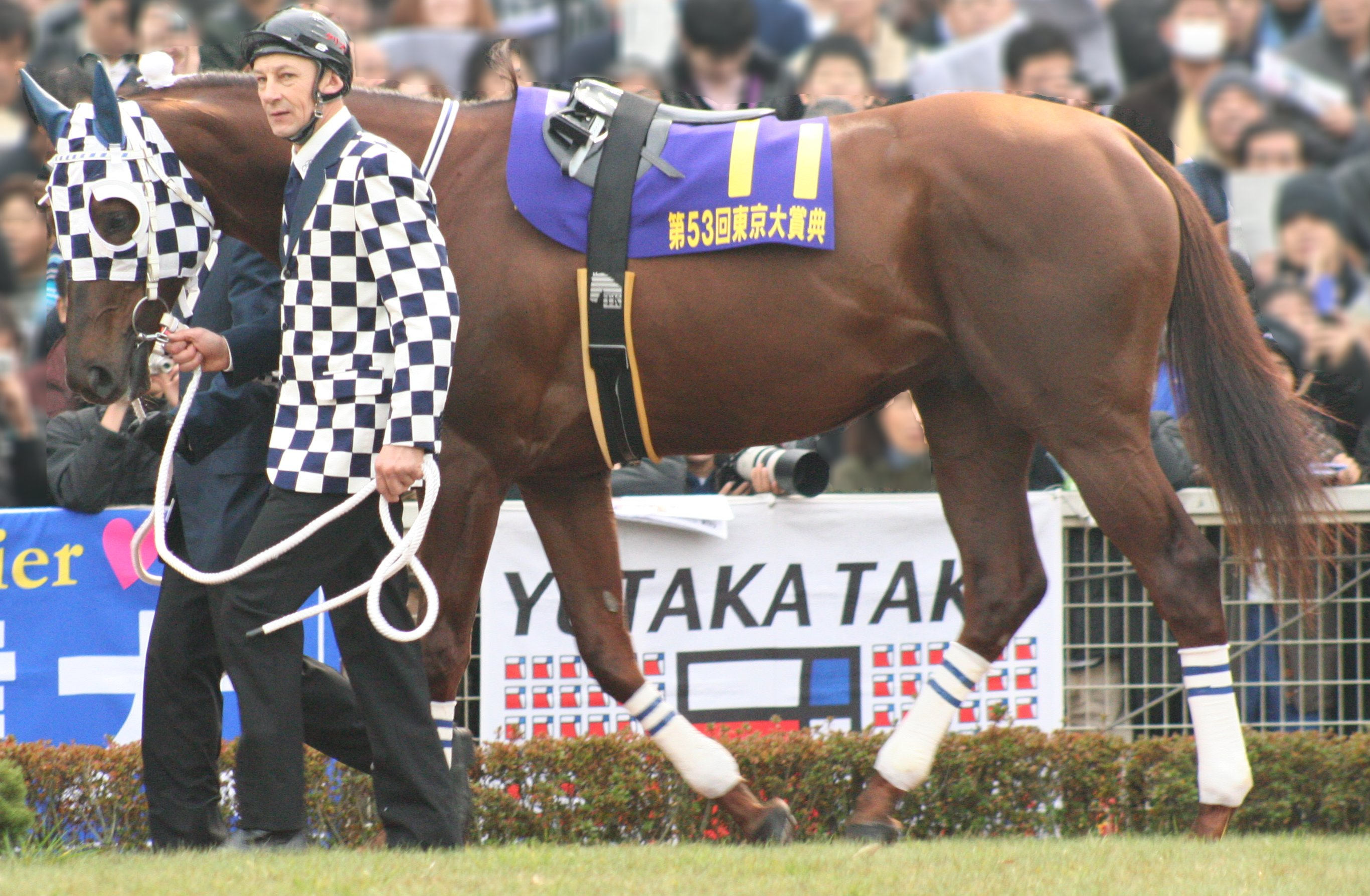
2007年東京大賞典出走時

### 2008年
2008年の初戦は川崎記念。スタートから先頭に立ち逃げる展開となったが、4コーナーでフィールドルージュに並ばれ粘りきれず最後の直線では差を広げられ、2着に敗れた。しかし続くダイオライト記念では1番人気に支持され、3番手から抜け出し勝利を収めた。
次走には、地方競馬の上半期を締め括る大一番帝王賞に出走。好スタートからハナを切ると、終始先頭を譲らずそのままゴールまで押し切り、JpnI (GI) 競走3勝目を達成した。
秋緒戦の日本テレビ盃では前2走で騎乗していた戸崎がレース6日前に落馬負傷し騎乗不可能となった為、急遽川島正太郎を鞍上に据えて出走。先行勢がかなりのハイペースで飛ばす中を3番手で追走し、4コーナーで先頭に立って押し切りを図るも、ダイオライト記念・帝王賞で2着に下してきたボンネビルレコードに差し切られて2着に敗れた。
続く大一番、第8回JBCクラシックでは道中2番手を追走するも、直線でヴァーミリアン、サクセスブロッケンらに突き放され、4着に敗れた。その後、ジャパンカップダートに出走するが、7着に終わった。続く第54回東京大賞典では5着だった。

### 2009年
2009年の初戦は川崎記念。スタートから先頭に立ち逃げる展開となったが、最後の直線でカネヒキリに捕らえられたものの、2着に粘った。その後、3月11日のダイオライト記念に出走。単勝1.1倍と圧倒的1番人気に推され、好スタートからハナを奪うとマイネルアワグラスに4馬身差をつけて圧勝し、連覇を飾った。続く5月5日のかしわ記念では5着だったが地方勢最先着を果たした。その後、連覇を懸けて6月24日の帝王賞に出走、レースでは最後の直線でヴァーミリアンを追い詰めるも届かず2着に敗れ、連覇はならなかった。その後、ブリーダーズゴールドカップに出走するが、スマートファルコンの4着に終わった。秋は日本テレビ盃に出走する予定だったが回避、軌道修正してJBCクラシックに出走する予定だったが脚部不安のため回避した。そして、年末の大一番である東京大賞典に出走したが、サクセスブロッケンの7着に敗れた。

### 2010年

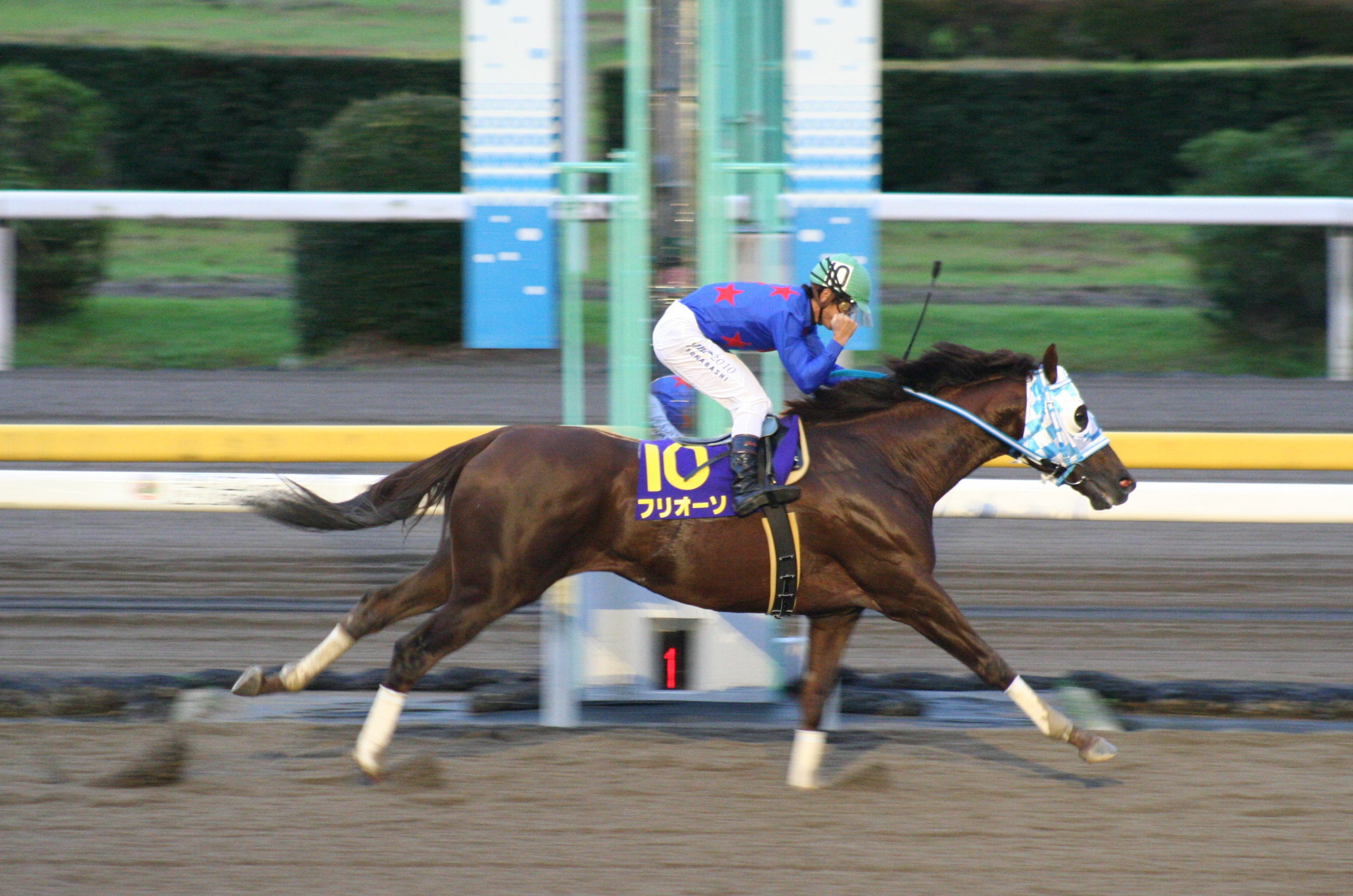
日本テレビ盃（2010年9月23日）

2010年の初戦も川崎記念から。鞍上にミルコ・デムーロを迎え、ヴァーミリアンに次ぐ2番人気に推される。終始2頭のマッチレースの様相となり、ヴァーミリアンに首差交わされ2着に終わる。ちなみにタイムはコースレコードだった。その後、3連覇のかかったダイオライト記念に1番人気で出走、果敢に逃げるも直線で後続馬に捕まり5着に敗れた。5月5日のかしわ記念では道中2番手につけ、最後の直線で先頭に立ち押し切りを図るが、ゴール前でエスポワールシチーにかわされ2着に敗れた。その後6月30日の帝王賞に出走、2番手追走から直線で早め先頭に立ち、そのまま押し切ってカネヒキリ以下を退けて勝利、GI (JpnI) 通算4勝目をあげた。同レースは2008年以来の2勝目であり、チヤンピオンスター（1988年・1991年優勝）以来の帝王賞2勝馬となった。9月23日の日本テレビ盃では2番手追走から4コーナーで逃げるトランセンドに並びかけ、残り200mでかわし2馬身差をつけて勝利した。JBCクラシックでは1番人気に推され、逃げるスマートファルコンを見るかたちで2番手追走も直線で大きく差を広げられ2着に敗れた。東京大賞典では逃げるスマートファルコンをピッタリと2番手で追走したが、直線で突き放され2着に敗れた。

### 2011年
2011年の初戦は4年連続川崎記念となった。スマートファルコンやエスポワールシチー、トランセンドといった中央の有力馬が相次いで回避し、出走を予定していたテスタマッタも出走取消となって単勝1.0倍の1番人気に推される。レースでは早めに先頭に立ち、直線で他馬を突き放して2着に5馬身差をつけて圧勝し、4度目の挑戦で川崎記念初制覇となった。
その後2年2か月ぶりの中央競馬のレースとなるフェブラリーステークスに挑戦し、後方につけて直線で鋭い差し脚を見せたが、1着馬トランセンドに1馬身半届かず2着に敗れた。
かしわ記念では3番手で追走すると直線で先頭に立ち、2着のラヴェリータに3/4馬身差をつけて優勝。厩舎の先輩にあたるアジュディミツオーの記録を上回る、地方所属馬によるGI・JpnI競走6勝目を挙げた。
その後は連覇を目指し帝王賞への参戦を予定されていたが、脚元に疲れが見られた為、回避となった。秋は日本テレビ盃に出走する予定だったが疾病のため、競走除外となった。

### 2012年
2012年の初戦は5年連続で川崎記念、2番手で追走したが直線で脚色を失い3着となった。ダイオライト記念では好スタートを決めて先頭に立ち逃げたが直線伸びを欠き5着。その後、連覇を懸けて5月2日のかしわ記念に1番人気で出走、好スタートからハナに立ち軽快に逃げるが4コーナーでエスポワールシチーに捕らえられたものの、2着に粘った。そして約7ヶ月半の休養明けとなり引退レースとなった東京大賞典は逃げたものの6着に敗れた。レース後に同じく引退するボンネビルレコードとともに引退式を行った。引退後は種牡馬となり、ダーレー・ジャパン・スタリオン・コンプレックスで供用されている。

## 種牡馬時代
産駒は2016年にデビュー。この年、地方競馬におけるファーストシーズンチャンピオンサイアーとなっている。
2019年の東京ダービーではヒカリオーソが逃げ切り、父がクビ差2着で叶えられなかった東京ダービー制覇を成し遂げた。
活躍馬ではないが、同年に生まれたファーガスはブライアンズタイムの2×2(50%)という危険かつ極端なインブリード馬として話題を集めた。
2024年12月10日、ダーレー・ジャパンのXの公式アカウントで種牡馬引退を発表。種牡馬引退後はCRステーブルにて余生を送る。

### 主な産駒
- 2014年産
  - フリビオン（2016年金の鞍賞、黒潮ジュニアチャンピオンシップ、2017年黒潮皐月賞、高知優駿、珊瑚冠賞、西日本ダービー、高知県知事賞）[13]
  - ダンストンレガーメ（2016年知床賞、2017年あやめ賞、留守杯日高賞）[14]
  - クインザドリーム（2017年新春ペガサスカップ）[15]
  - サザンオールスター（2017年新緑賞）[16]
- 2015年産
  - サラヒメ（2017年園田プリンセスカップ）[17]
  - スウォナーレ（2018年園田クイーンセレクション）[18]
- 2016年産
  - ヒカリオーソ（2018年平和賞、2019年雲取賞、東京ダービー、戸塚記念）[19]
  - ニューホープ（2018年若駒賞、2019年岐阜金賞、東海ゴールドカップ、2020年マーチカップ）[20]
  - リリコ（2018年園田プリンセスカップ、2019年クイーンカップ）[21]
  - ポッドギル（2019年ユングフラウ賞）[22]
  - グランモナハート（2019年ロジータ記念）[23]
- 2017年産
  - ハイタッチガール（2019年金沢プリンセスカップ、兼六園ジュニアカップ）[24]
  - トキノノゾミ（2020年たんぽぽ賞）[25]
  - トップレベル（2020年九州ダービー栄城賞）[26]
  - ダルマワンサ（2020年岐阜金賞）[27]
  - ペイシャワイルド (2020年土佐秋月賞)[28]
  - フリタイム（2020年黒潮菊花賞）[29]
- 2018年産　
  - プリマステラ（2020年カペラ賞）[30]
  - アエノブライアン（2024年佐賀王冠賞、九州大賞典）
- 2019年産
  - スターフジサン（2022年サラブレッド大賞典)[31]
- 2020年産
  - マカゼ（2022年ローレル賞）
  - マルグリッド（2023年ル・プランタン賞）
- 2021年産
  - ヴィヴィアンエイト（2023年ブロッサムカップ、ラブミーチャン記念、2024年フロイラインスプリント）[32]

### 母父としての主な産駒
- 2022年産
  - ゼロアワー（2024年フルールカップ、フローラルカップ、ブロッサムカップ、2025年フロイラインカップ）- 父ステッペンウルフ

## 保持している記録
- 生涯獲得賞金8億4544万6000円は、地方所属馬の最高記録である（前記録保持者はアブクマポーロ）。
- GI（およびJpnI）競走における連対数17、2着回数11は、ともに日本歴代最多記録である。
- NARグランプリで年度代表馬に4回選出されている。年度代表馬4回は史上最多。
- NARグランプリで7年連続で表彰されている。表彰7回は史上最多。

## 競走成績
| 年月日 | 年月日 | 年月日 | 競馬場 | 競走名              | 格     | 頭 数 | 枠 番 | 馬 番 | オッズ （人気） | 着順 | 騎手       | 斤 量 | 距離（馬場）  | タイム （上り3F） | 着差 | 1着馬/（2着馬）        |
| 2006   | 7.     | 28     | 船橋   | 2歳新馬             |        | 8     | 8     | 8     | 4.2（2人）      | 1着  | 石崎隆之   | 53    | ダ1400m（良） | 1:30.2 (40.1)     | -0.4 | （ベルモントワグナー） |
|        | 9.     | 20     | 船橋   | ナドアルシバ競馬場C | 50万上 | 7     | 5     | 5     | 1.4（1人）      | 1着  | 石崎隆之   | 53    | ダ1600m（良） | 1:45.6 (37.8)     | -0.9 | （マニマリ）           |
|        | 10.    | 25     | 船橋   | 平和賞              | G3     | 11    | 2     | 2     | 1.5（1人）      | 2着  | 石崎隆之   | 54    | ダ1600m（不） | 1:40.4 (38.4)     | 0.0  | キンノライチョウ       |
|        | 12.    | 13     | 川崎   | 全日本2歳優駿       | GI     | 14    | 7     | 12    | 7.1（5人）      | 1着  | 内田博幸   | 55    | ダ1600m（稍） | 1:41.8 (40.0)     | -0.4 | （トロピカルライト）   |
| 2007   | 2.     | 4      | 東京   | 共同通信杯          | JpnIII | 9     | 2     | 2     | 17.9（4人）     | 7着  | 内田博幸   | 57    | 芝1800m（良） | 1:48.7 (35.2)     | 1.0  | フサイチホウオー       |
|        | 3.     | 18     | 中山   | スプリングS         | JpnII  | 11    | 8     | 10    | 49.1（9人）     | 11着 | 中舘英二   | 56    | 芝1800m（良） | 1:51.8 (39.2)     | 2.8  | フライングアップル     |
|        | 5.     | 9      | 大井   | 羽田盃              | SI     | 14    | 6     | 10    | 2.0（1人）      | 3着  | 内田博幸   | 56    | ダ1800m（良） | 1:51.1 (37.7)     | 0.0  | トップサバトン         |
|        | 6.     | 6      | 大井   | 東京ダービー        | SI     | 16    | 7     | 14    | 2.4（1人）      | 2着  | 内田博幸   | 56    | ダ2000m（良） | 2:05.0 (37.1)     | 0.0  | アンパサンド           |
|        | 7.     | 11     | 大井   | ジャパンDダービー   | JpnI   | 16    | 7     | 14    | 6.4（3人）      | 1着  | 今野忠成   | 56    | ダ2000m（不） | 2:02.9 (37.7)     | -0.4 | （アンパサンド）       |
|        | 10.    | 31     | 大井   | JBCクラシック       | JpnI   | 16    | 6     | 12    | 5.9（3人）      | 2着  | 内田博幸   | 55    | ダ2000m（良） | 2:05.5 (38.2)     | 0.7  | ヴァーミリアン         |
|        | 11.    | 24     | 東京   | ジャパンCダート     | GI     | 16    | 2     | 4     | 20.3（9人）     | 10着 | 内田博幸   | 55    | ダ2100m（良） | 2:09.1 (39.0)     | 2.4  | ヴァーミリアン         |
|        | 12.    | 29     | 大井   | 東京大賞典          | JpnI   | 15    | 6     | 11    | 8.8（2人）      | 2着  | 今野忠成   | 55    | ダ2000m（不） | 2:03.9 (37.1)     | 0.7  | ヴァーミリアン         |
| 2008   | 1.     | 30     | 川崎   | 川崎記念            | JpnI   | 10    | 2     | 2     | 2.2（2人）      | 2着  | 今野忠成   | 56    | ダ2100m（稍） | 2:13.6 (37.2)     | 0.5  | フィールドルージュ     |
|        | 3.     | 5      | 船橋   | ダイオライト記念    | JpnII  | 13    | 8     | 14    | 1.7（1人）      | 1着  | 戸崎圭太   | 55    | ダ2400m（良） | 2:34.7 (39.2)     | -0.9 | （ボンネビルレコード） |
|        | 6.     | 25     | 大井   | 帝王賞              | JpnI   | 13    | 1     | 1     | 2.5（1人）      | 1着  | 戸崎圭太   | 57    | ダ2000m（稍） | 2:04.7 (37.6)     | -0.2 | （ボンネビルレコード） |
|        | 9.     | 23     | 船橋   | 日本テレビ盃        | JpnII  | 14    | 3     | 3     | 1.8（1人）      | 2着  | 川島正太郎 | 58    | ダ1800m（不） | 1:47.9 (38.1)     | 0.1  | ボンネビルレコード     |
|        | 11.    | 3      | 園田   | JBCクラシック       | JpnI   | 12    | 8     | 12    | 7.9（3人）      | 4着  | 戸崎圭太   | 57    | ダ1870m（良） | 1:57.3 (37.8)     | 0.6  | ヴァーミリアン         |
|        | 12.    | 7      | 阪神   | ジャパンCダート     | GI     | 15    | 7     | 14    | 47.6（12人）    | 7着  | 戸崎圭太   | 57    | ダ1800m（良） | 1:49.9 (37.2)     | 0.7  | カネヒキリ             |
|        | 12.    | 29     | 大井   | 東京大賞典          | JpnI   | 10    | 7     | 7     | 12.6（4人）     | 5着  | 戸崎圭太   | 57    | ダ2000m（良） | 2:05.5 (35.6)     | 1.0  | カネヒキリ             |
| 2009   | 1.     | 28     | 川崎   | 川崎記念            | JpnI   | 13    | 7     | 11    | 10.6（3人）     | 2着  | 戸崎圭太   | 57    | ダ2100m（稍） | 2:13.4 (36.6)     | 0.1  | カネヒキリ             |
|        | 3.     | 11     | 船橋   | ダイオライト記念    | JpnII  | 14    | 8     | 13    | 1.1（1人）      | 1着  | 戸崎圭太   | 56    | ダ2400m（稍） | 2:32.1 (37.1)     | -0.8 | （マイネルアワグラス） |
|        | 5.     | 5      | 船橋   | かしわ記念          | JpnI   | 13    | 8     | 12    | 4.1（3人）      | 5着  | 戸崎圭太   | 57    | ダ1600m（重） | 1:37.2 (37.3)     | 1.3  | エスポワールシチー     |
|        | 6.     | 24     | 大井   | 帝王賞              | JpnI   | 13    | 3     | 3     | 3.2（2人）      | 2着  | 戸崎圭太   | 57    | ダ2000m（不） | 2:04.1 (36.6)     | 0.5  | ヴァーミリアン         |
|        | 8.     | 13     | 門別   | ブリーダーズGC      | JpnII  | 15    | 4     | 6     | 1.8（1人）      | 4着  | 戸崎圭太   | 58    | ダ2000m（重） | 2:02.8 (38.4)     | 0.6  | スマートファルコン     |
|        | 12.    | 29     | 大井   | 東京大賞典          | JpnI   | 14    | 6     | 10    | 11.0（4人）     | 7着  | 戸崎圭太   | 57    | ダ2000m（良） | 2:06.8 (37.9)     | 0.9  | サクセスブロッケン     |
| 2010   | 1.     | 27     | 川崎   | 川崎記念            | JpnI   | 11    | 3     | 3     | 5.7（3人）      | 2着  | M.デムーロ | 57    | ダ2100m（良） | 2:12.8 (37.1)     | 0.1  | ヴァーミリアン         |
|        | 3.     | 10     | 船橋   | ダイオライト記念    | JpnII  | 14    | 3     | 4     | 1.7（1人）      | 5着  | 戸崎圭太   | 56    | ダ2400m（不） | 2:32.5 (39.1)     | 1.2  | フサイチセブン         |
|        | 5.     | 5      | 船橋   | かしわ記念          | JpnI   | 14    | 5     | 7     | 37.6（5人）     | 2着  | 戸崎圭太   | 57    | ダ1600m（良） | 1:37.0 (36.6)     | 0.2  | エスポワールシチー     |
|        | 6.     | 30     | 大井   | 帝王賞              | JpnI   | 15    | 3     | 4     | 6.3（5人）      | 1着  | 戸崎圭太   | 57    | ダ2000m（良） | 2:03.4 (37.8)     | -0.5 | （カネヒキリ）         |
|        | 9.     | 23     | 船橋   | 日本テレビ盃        | JpnII  | 14    | 6     | 10    | 2.5（1人）      | 1着  | 戸崎圭太   | 58    | ダ1800m（稍） | 1:48.8 (36.2)     | -0.5 | （トランセンド）       |
|        | 11.    | 3      | 船橋   | JBCクラシック       | JpnI   | 13    | 3     | 3     | 1.7（1人）      | 2着  | 戸崎圭太   | 57    | ダ1800m（良） | 1:51.2 (40.2)     | 1.3  | スマートファルコン     |
|        | 12.    | 29     | 大井   | 東京大賞典          | JpnI   | 14    | 6     | 9     | 2.8（2人）      | 2着  | 戸崎圭太   | 57    | ダ2000m（良） | 2:00.7 (37.4)     | 0.3  | スマートファルコン     |
| 2011   | 1.     | 26     | 川崎   | 川崎記念            | JpnI   | 11    | 4     | 4     | 1.0（1人）      | 1着  | 戸崎圭太   | 57    | ダ2100m（良） | 2:14.2 (37.7)     | -1.1 | （メイショウタメトモ） |
|        | 2.     | 20     | 東京   | フェブラリーS       | GI     | 16    | 7     | 13    | 5.5（3人）      | 2着  | M.デムーロ | 57    | ダ1600m（良） | 1:36.6 (35.7)     | 0.2  | トランセンド           |
|        | 5.     | 5      | 船橋   | かしわ記念          | JpnI   | 13    | 7     | 11    | 2.4（2人）      | 1着  | 戸崎圭太   | 57    | ダ1600m（稍） | 1:38.2 (37.5)     | -0.1 | （ラヴェリータ）       |
| 2012   | 1.     | 25     | 川崎   | 川崎記念            | JpnI   | 12    | 4     | 4     | 7.8（2人）      | 3着  | 戸崎圭太   | 57    | ダ2100m（不） | 2:12.3 (39.9)     | 1.6  | スマートファルコン     |
|        | 3.     | 14     | 船橋   | ダイオライト記念    | JpnII  | 13    | 8     | 13    | 2.7（2人）      | 5着  | 戸崎圭太   | 56    | ダ2400m（良） | 2:35.6 (42.3)     | 0.9  | ランフォルセ           |
|        | 5.     | 2      | 船橋   | かしわ記念          | JpnI   | 13    | 5     | 6     | 3.2（1人）      | 2着  | 戸崎圭太   | 57    | ダ1600m（重） | 1:37.0 (37.5)     | 0.5  | エスポワールシチー     |
|        | 12.    | 29     | 大井   | 東京大賞典          | GI     | 12    | 5     | 6     | 12.9（5人）     | 6着  | 戸崎圭太   | 57    | ダ2000m（重） | 2:08.0 (41.0)     | 2.1  | ローマンレジェンド     |

## 血統表
| フリオーソの血統                                | フリオーソの血統               | フリオーソの血統               | （血統表の出典）               | （血統表の出典） |
| 父系                                            | ロベルト系                     | ロベルト系                     | ロベルト系                     | [ § 2 ]          |
| 父 *ブライアンズタイム Brian's Time 1985 黒鹿毛 | 父の父Roberto 1969 鹿毛        | Hail to Reason                 | Turn-to                        | Turn-to          |
| 父 *ブライアンズタイム Brian's Time 1985 黒鹿毛 | 父の父Roberto 1969 鹿毛        | Hail to Reason                 | Nothirdchance                  |                  |
| 父 *ブライアンズタイム Brian's Time 1985 黒鹿毛 | 父の父Roberto 1969 鹿毛        | Bramalea                       | Nashua                         | Nashua           |
| 父 *ブライアンズタイム Brian's Time 1985 黒鹿毛 | 父の父Roberto 1969 鹿毛        | Bramalea                       | Rarele                         |                  |
| 父 *ブライアンズタイム Brian's Time 1985 黒鹿毛 | 父の母Kelley's Day 1977 鹿毛   | Graustark                      | Ribot                          | Ribot            |
| 父 *ブライアンズタイム Brian's Time 1985 黒鹿毛 | 父の母Kelley's Day 1977 鹿毛   | Graustark                      | Flower Bowl                    |                  |
| 父 *ブライアンズタイム Brian's Time 1985 黒鹿毛 | 父の母Kelley's Day 1977 鹿毛   | Golden Trail                   | Hasty Road                     | Hasty Road       |
| 父 *ブライアンズタイム Brian's Time 1985 黒鹿毛 | 父の母Kelley's Day 1977 鹿毛   | Golden Trail                   | Sunny Vale                     |                  |
| 母 *ファーザ 1995 栗毛                          | 母の父Mr. Prospector 1970 鹿毛 | Raise a Native                 | Native Dancer                  | Native Dancer    |
| 母 *ファーザ 1995 栗毛                          | 母の父Mr. Prospector 1970 鹿毛 | Raise a Native                 | Raise You                      |                  |
| 母 *ファーザ 1995 栗毛                          | 母の父Mr. Prospector 1970 鹿毛 | Gold Digger                    | Nashua                         | Nashua           |
| 母 *ファーザ 1995 栗毛                          | 母の父Mr. Prospector 1970 鹿毛 | Gold Digger                    | Sequence                       |                  |
| 母 *ファーザ 1995 栗毛                          | 母の母Baya 1985 栗毛           | Nureyev                        | Northern Dancer                | Northern Dancer  |
| 母 *ファーザ 1995 栗毛                          | 母の母Baya 1985 栗毛           | Nureyev                        | Special                        |                  |
| 母 *ファーザ 1995 栗毛                          | 母の母Baya 1985 栗毛           | Barger                         | Riverman                       | Riverman         |
| 母 *ファーザ 1995 栗毛                          | 母の母Baya 1985 栗毛           | Barger                         | Trillion                       |                  |
| 母系(F-No.)                                     | Margarethen系(FN:4-n)          | Margarethen系(FN:4-n)          | Margarethen系(FN:4-n)          | [ § 3 ]          |
| 5代内の近親交配                                 | Hail to Reason 3×5、Nashua 4×4 | Hail to Reason 3×5、Nashua 4×4 | Hail to Reason 3×5、Nashua 4×4 | [ § 4 ]          |
| 出典                                            | 1. 2. 3. 4.                    | 1. 2. 3. 4.                    | 1. 2. 3. 4.                    | 1. 2. 3. 4.      |

### 主な近親
- 半弟トーセンルーチェ（父マリエンバード）は大井記念など南関東重賞3勝。
- 2代母Bayaは仏G3グロット賞勝ち馬で、仏オークス2着。
- 3代母Bargerは仏G3ヴァントー賞勝ち馬。
- 3代母Bargerの牝系には、その産駒にNarrative（父Sadler's Wells、伊G2カルロダレッシオ賞）、孫にTawqeet（コーフィールドカップ）、曾孫にセレン（東京記念、大井記念など）、玄孫にイグナイター（JBCスプリントなど）がいる。
- 4代母Trillionはガネー賞勝ち馬。G1での2着を10回記録している。
- 4代母Trillionの牝系には、その産駒に3代母Bargerの全姉にあたるTriptych（愛1000ギニー、チャンピオンステークスなどG1を9勝）、孫にTreble（サンタラリ賞）、Trillionを4代母としてもつAmorama（デルマーオークスなど）、Tamarisk（スプリントカップ）がいる。
- 5代母Margarethen（本血統表内Trillionの母）の牝系にはJuvenia（マルセルブーサック賞）、クロカミ（府中牝馬ステークス）などがいる。また、Margarethenの産駒Doff the Derby（4代母Trillionの半姉、父Master Derby）、Hail Maggie（4代母Trillionの全妹）からも牝系が広がっている。
  - Doff the Derbyの産駒にはジェネラス（英ダービー、愛ダービーなど）、オースミタイクーン（マイラーズカップなど）、Imagine（愛1000ギニー、オークス）、牝系にはHoratio Nelson（母は前出のImagine、仏グランクリテリウム）、マチカネオーラ（中京記念）がいる。
  - Hail Maggieの産駒にSabona（カリフォルニアンステークス）、牝系にはカーネギーダイアン（青葉賞）、Landseer（愛1000ギニーなど）などがいる。

この他、Triptychやジェネラスの活躍を受け、一族の外国産馬、繁殖牝馬が多数日本に輸入されている。